# Derek Norris
Derek Russell Norris (né le 14 février 1989 à Goddard, Kansas, États-Unis) est un receveur des Rays de Tampa Bay de la Ligue majeure de baseball.

## Carrière

### Athletics d'Oakland

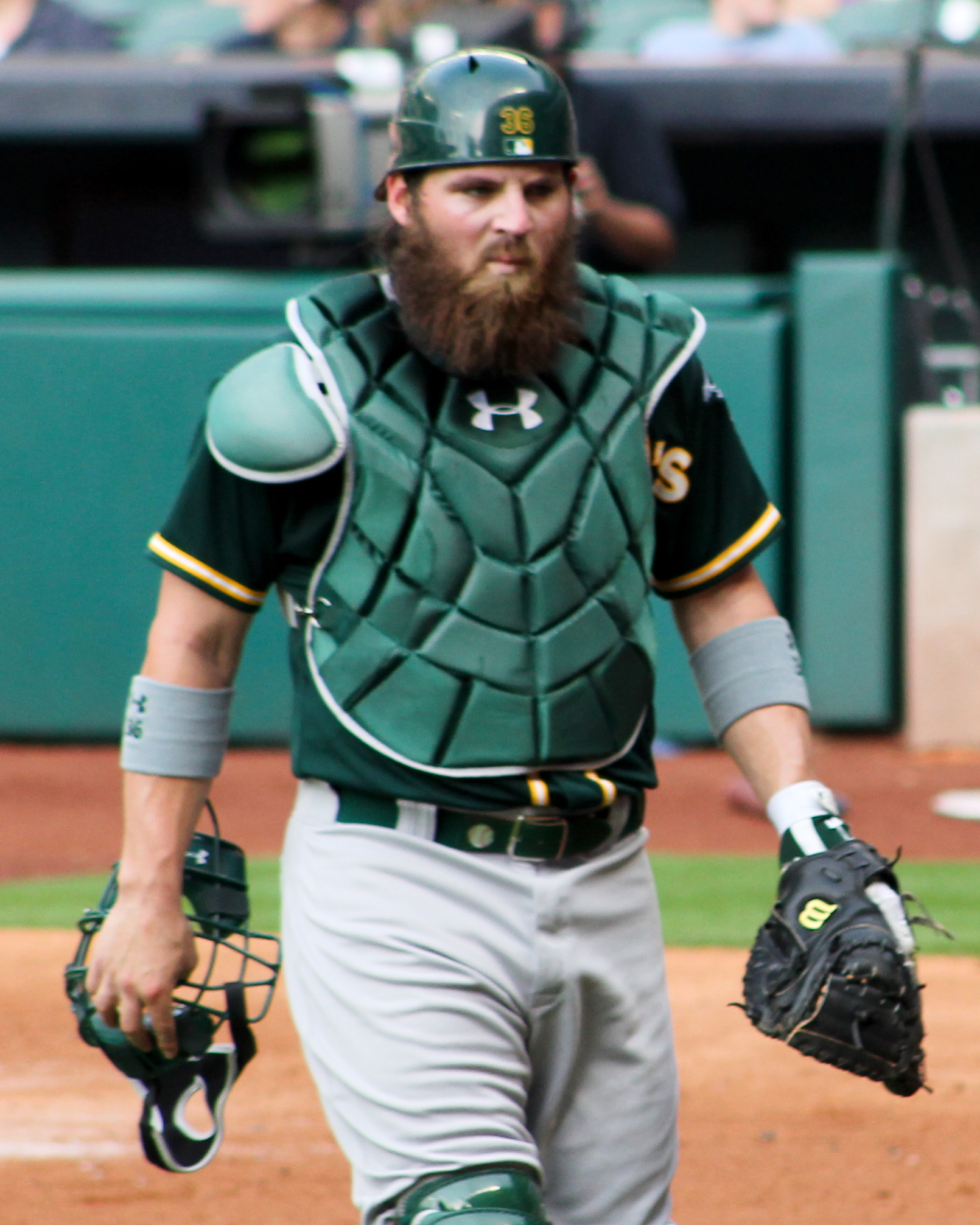
Derek Norris en 2014 avec les Athletics d'Oakland.

Derek Norris est un choix de quatrième ronde des Nationals de Washington en 2007. Il joue en ligues mineures dans l'organisation des Nationals de 2007 à 2011. Avant la saison 2010, il est classé par Baseball America deuxième meilleur espoir de la franchise après le lanceur Stephen Strasburg et il prend la 38e place du top 100 des meilleurs prospects de l'année, toutes équipes confondues. En 2011, la même publication le classe encore une fois second chez les Nationals, cette fois derrière Bryce Harper.
En compagnie des lanceurs A. J. Cole, Tom Milone et Brad Peacock, Norris est l'un des quatre joueurs d'avenir que les Nationals transfèrent aux Athletics d'Oakland le 23 décembre 2011 pour acquérir le lanceur partant Gio Gonzalez.
Derek Norris, un receveur, fait ses débuts dans le baseball majeur avec Oakland le 21 juin 2012. Il réussit son premier coup sûr dans les grandes ligues le 23 juin face au lanceur Madison Bumgarner des Giants de San Francisco. Le 24 juin, son premier coup de circuit en carrière, un claque de trois points en fin de neuvième manche aux dépens du stoppeur des Giants Santiago Casilla, fait gagner les Athletics 4-2 sur San Francisco.
Norris est invité en juillet 2014 à son premier match d'étoiles.

### Padres de San Diego
Le 18 décembre 2014, Oakland échange Derek Norris et le lanceur droitier Seth Streich aux Padres de San Diego contre les lanceurs droitiers Jesse Hahn et R. J. Alvarez ainsi qu'une case de bonus à la signature pour un joueur international,.
En 147 matchs joués à sa première année à San Diego en 2015, il atteint de nouveaux sommets personnels de 14 circuits et 62 points produits, et maintient une moyenne au bâton de ,250 mais un faible pourcentage de présence sur les buts de ,305.

### Rays de Tampa Bay
Norris rejoint en 2017 les Rays de Tampa Bay.